# Маріо Монхе
Маріо Монхе (ісп. Mario Monge, 27 листопада 1938 — 31 травня 2009) — сальвадорський футболіст, що грав на позиції нападника.

## Клубна кар'єра
У дорослому футболі дебютував 1957 року виступами за команду «Онсе Мунісіпаль», в якій провів один сезон, після чого виступав за клуби «Атлетіко Констансія», який згодом став називатись «Альянса» та ФАС, вигравши два чемпіонства Сальвадору з першою з них і одне з другою.
Також 1962 року недовго виступав у Канаді за місцеву команду «Торонто Італія», з якою виграв Східноканадську професіональну футбольну лігу, одну з чотирьох головних ліг канадського футболу на той час.

## Виступи за збірну
У складі національної збірної Сальвадору був учасником чемпіонату світу 1970 року у Мексиці, на якому зіграв у двох матчах — проти Мексики та СРСР.
Загалом протягом кар'єри у національній команді провів у її формі 28 матчів, забивши 8 голів.
Помер 31 травня 2009 року на 71-му році життя.

## Титули і досягнення
- Чемпіон Сальвадору (3):

ФАС: 1961/62
«Альянса»: 1965/66, 1966/67
- Срібний призер Чемпіонату націй КОНКАКАФ: 1963